# Submyotodon
Submyotodon – rodzaj ssaków z podrodziny nocków (Myotinae) w obrębie rodziny mroczkowatych (Vespertilionidae).

## Zasięg występowania
Rodzaj obejmuje gatunki występujące w Azji (Afganistan, Pakistan, Indie, Chińska Republika Ludowa i Tajwan; być może również Nepal i Mjanma).

## Morfologia
Długość ciała (bez ogona) 35–41 mm, długość ogona 25,4–40,2 mm, długość ucha 9,5–14,2 mm, długość tylnej stopy 5–7,4 mm, długość przedramienia 31,7–35 mm; brak szczegółowych danych dotyczących masy ciała.

## Systematyka
Rodzaj zdefiniował w 2003 roku niemiecki paleontolog Reinhard Ziegler w artykule poświęconym wymarłym nietoperzom z terenów Bawarii opublikowanym na łamach Geobios. Na gatunek typowy Ziegler wyznaczył (oryginalne oznaczenie) wymarłego Submyotodon petersbuchensis.

### Etymologia
Submyotodon: łac. sub ‘pod, blisko’; rodzaj Myotis Kaup, 1829; gr. οδους odous, οδοντος odontos „ząb”.

### Podział systematyczny
Rodzaj został pierwotnie opisany na podstawie materiału kopalnego. Po porównaniu zębów trzonowych gatunku kopalnego S. petersbuchensis i Myotis muricola latirostris przeniesiono M. m. latirostris (wraz z Myotis muricola caliginosus i Myotis muricola moupinensis) do rodzaju Submyotodon; Submyotodon jest taksonem siostrzanym dla Myotis. Do rodzaju należą następujące gatunki:
- Submyotodon petersbuchensis R. Ziegler, 2003 – takson wymarły z miocenu dzisiejszych Niemiec
- Submyotodon latirostris (Kishida, 1932) – nocek odmienny
- Submyotodon caliginosus (Tomes, 1859)
- Submyotodon moupinensis (Milne-Edwards, 1872)